# Ріка Дьома
Ріка Дьо́ма (рос. Река Дёма) — селище у складі Пономарьовського району Оренбурзької області, Росія.

## Населення
Населення — 656 осіб (2010; 330 у 2002).
Національний склад (станом на 2002 рік):
- росіяни — 99 %